# Вільям Гоппер
Вільям Гоппер (англ. William Hopper; нар. 26 січня 1915 — пом. 6 березня 1970) — американський актор та режисер. Єдина дитина актора ДеВольфа Гоппера і актриси Гедди Гоппер. Знімався переважно в незначних ролях у більш ніж 80 художніх фільмах 1930—1940 років.

## Життєпис
Народився в сім'ї актора ДеВольфа Гоппера і акторки Гедден Гоппер. Гоппер знявся у великій кількості незначних ролей в американських фільмах в 1930-х і 1940-х років, проте став більш широко відомий в 1950-ті роки, коли він отримав велику епізодичну роль у серіалі «Перрі Мейсон».

### Військова служба і повоєнна кар'єра
Вільям Гоппер служив у військово-морському флоті Сполучених Штатів під час Другої світової війни добровольцем в Управлінні стратегічних служб і в якості члена новоствореної команди підводних саперів. За службу отримав «Бронзову зірку» і кілька інших медалей під час операцій у Тихому океані. Після війни Вільям Гоппер вісім років займався бізнесом, зокрема продавав автомобілі в Голлівуді. Коли траплялася нагода, знімався в телевізійних передачах. «Я навіть не думав про зйомки, як про щось путнє, поки мій друг, режисер Білл Уелман, не запропонував мені роботу в фільмі Високий і могучий.